# Plombières-les-Bains (tổng)
Tổng Plombières-les-Bains là một tổng của Pháp, tọa lạc tại tỉnh Vosges trong vùng Lorraine của Pháp.

## Phân chia hành chính
Tổng Plombières-les-Bains được chia thành 4 xã:
- Bellefontaine
- Girmont-Val-d'Ajol
- Plombières-les-Bains
- Le Val-d'Ajol

## Lịch sử
| Ngày bầu                                  | Tên                | Đảngi | Chức vụ      | Tư cách                                |
| ----------------------------------------- | ------------------ | ----- | ------------ | -------------------------------------- |
|                                           | Philippe Faivre    | UMP   | Phó chủ tịch | Ancien Maire của Val-d'Ajol            |
| 1937-1940                                 | Marcel Deschaseaux | PSF   |              | Député-thị trưởng Plombières-les-Bains |
| Dữ liệu trước đây không còn được biết rõ. |                    |       |              |                                        |